# Nekrolog 1067
Nekrolog
◄◄
| ◄
| 1063
| 1064
| 1065
| 1066
| 1067 | 1068 | 1069 | 1070 | 1071 | ► | ►►
Weitere Ereignisse | Allgemeiner Nekrolog 1067
Die Beschreibung der verstorbenen Person sollte so kurz wie möglich gehalten sein und nur deren signifikante Tätigkeit(en) enthalten.
Neue Namen ggf. auch unter dem Geburts- und Sterbedatum, also etwa unter 1. Januar und im Geburts- und Sterbejahr (2024) eintragen (nur bei entsprechender großer Wichtigkeit). Für Beispiele siehe die schon vorhandenen Artikel.
Außerdem über die fünf zuletzt Verstorbenen, zu denen es einen ausreichend guten Artikel für eine Präsentation auf der Hauptseite gibt, nach der todesbedingten Überarbeitung der Artikel ggf. auch unter Wikipedia Diskussion:Hauptseite informieren und sie am besten auch in den anderen Wikipedia-Sprachversionen eintragen. Tipp: Regelmäßig bei news.google.de nach „ist tot“, „gestorben“ oder „verstorben“ suchen.
Wenn eine Person gestorben ist, gibt es viele Seiten zu dieser Person in der Wikipedia, die davon auch betroffen sind und entsprechend aktualisiert werden müssen. Beispiele: Namenübersichtsseite, Geburtsjahr, Geburtsort-Seiten und viele mehr.
Wie finde ich die betroffenen Seiten?
Im Suchfeld auf der linken Seite gibt man den Suchbegriff so ein: „Vorname Nachname“. Dann klickt man auf Volltext und alle Seiten mit entsprechendem Suchtext werden aufgerufen. Hier sieht man dann schnell, wo auch das Todesjahr Sinn macht oder sogar ein Teil des Artikels angepasst werden muss. Auch hilft das „Werkzeug“ auf der linken Seite sehr gut, um solche Seiten aufzufinden: „Links auf diese Seite“. Somit ist die Wikipedia wieder aktuell in allen Bereichen! Hinweis: bei Eintragung der Kategorie „Gestorben JAHR“ wird der Missbrauchsfilter 49 ausgelöst, was jedoch nicht schlimm ist. Siehe: Spezial:Missbrauchsfilter/49
Dies ist eine Liste von im Jahr 1067 verstorbenen bekannten Persönlichkeiten. Die Einträge erfolgen innerhalb der einzelnen Daten alphabetisch sortiert. Tiere sind im Nekrolog für Tiere zu finden.

## Januar
| Tag        | Name          | Beruf, bekannt als                  | Alter | Beleg |
| ---------- | ------------- | ----------------------------------- | ----- | ----- |
| 25. Januar | Song Yingzong | Kaiser der nördlichen Song-Dynastie | 34    |       |

## Februar
| Tag         | Name                             | Beruf, bekannt als | Alter | Beleg |
| ----------- | -------------------------------- | ------------------ | ----- | ----- |
| 23. Februar | Einhard II. von Katzenellenbogen | Bischof von Speyer |       |       |

## April
| Tag       | Name                | Beruf, bekannt als          | Alter | Beleg |
| --------- | ------------------- | --------------------------- | ----- | ----- |
| 17. April | Robert von Turlande | Heiliger und Klostergründer |       |       |

## Mai
| Tag     | Name          | Beruf, bekannt als | Alter | Beleg |
| ------- | ------------- | ------------------ | ----- | ----- |
| 23. Mai | Konstantin X. | Kaiser von Byzanz  |       |       |

## Juli
| Tag      | Name              | Beruf, bekannt als                                                                             | Alter | Beleg |
| -------- | ----------------- | ---------------------------------------------------------------------------------------------- | ----- | ----- |
| 12. Juli | Johannes Komnenos | byzantinischer Militärbefehlshaber, Bruder von Kaiser Isaak I. und Vater von Kaiser Alexios I. |       |       |

## September
| Tag          | Name       | Beruf, bekannt als | Alter | Beleg |
| ------------ | ---------- | ------------------ | ----- | ----- |
| 1. September | Balduin V. | Graf von Flandern  |       |       |

## November
| Tag          | Name            | Beruf, bekannt als | Alter | Beleg |
| ------------ | --------------- | ------------------ | ----- | ----- |
| 27. November | Sancha von León | Königin von León   |       |       |

## Dezember
| Tag          | Name    | Beruf, bekannt als | Alter | Beleg |
| ------------ | ------- | ------------------ | ----- | ----- |
| 9. Dezember  | Severus | Bischof von Prag   |       |       |
| 13. Dezember | Richard | Graf von Évreux    |       |       |

## Datum unbekannt
| Tag | Name                      | Beruf, bekannt als                                                            | Alter | Beleg |
| --- | ------------------------- | ----------------------------------------------------------------------------- | ----- | ----- |
|     | Ali as-Sulaihi            | Begründer der Sulaihiden-Dynastie                                             |       |       |
|     | Copsi                     | Earl of Northumbria                                                           |       |       |
|     | Osulf II. von Northumbria | Sohn von Eadwulf III. von Bamburgh                                            |       |       |
|     | Otto I.                   | Graf von Weimar-Orlamünde und Markgraf von Meißen                             |       |       |
|     | Roger I.                  | Graf von Foix und Teilgraf von Carcassonne                                    |       |       |
|     | Roger III.                | (Teil-)Graf von Carcassonne, Vizegraf von Béziers und Agde und Graf von Razès |       |       |
|     | Abū Dschaʿfar at-Tūsī     | zwölfer-schiitischer Gelehrter, Jurist und Theologe                           |       |       |
|     | Wang Weiyi                | chinesischer Arzt                                                             |       |       |
|     | Wulfwig                   | Bischof von Dorchester                                                        |       |       |